# Gregg Stevenson
Gregg Stevenson, né le 9 septembre 1984, est un rameur d'aviron handisport britannique, détenteur d'un titre de champion du monde, champion paralympiques à Paris  en 2024.